# 巴黎聖羅蘭
《巴黎聖羅蘭》(法語：Saint Laurent) 是一部2014年貝特朗·波尼洛执导的法語电影。由加斯帕德·尤利爾，傑黑米·何內，路易·卡黑和蕾雅·瑟杜主演。本片入围第67屆坎城影展主竞赛单元，并代表法國角逐2015年第87屆奧斯卡金像獎最佳外語片。

## 剧情
伊夫·圣罗兰17岁时来到巴黎，家庭的关系和他在素描方面的基础，使他顺利地进入时装界，并开始为克里斯蒂·迪奥工作。迪奥去世后，圣罗兰接替了工作。在迪奥的葬礼上，圣罗兰遇到了皮埃尔·博格。
圣罗兰直到1961年和迪奥分手后，与其同性伴侣皮埃尔·博格一起创业，出品YSL品牌时装，开启一代传奇，大胆开创的中性风格将他的事业推上了新的高峰，与此同时，他和时代都不可避免地在发生着改变。从1962年1月他的第一个时装发布会举办以来，这三个曲线字母的连接就成为时装风格渐变并使当权派震惊的标志。60岁那年，圣罗兰打破了时装习俗中规定出身高贵和富有教养的限定

## 角色
| 演員            | 角色                             |
| 加斯帕德·尤利爾 | 伊夫·聖羅蘭                      |
| 傑黑米·何內     | 貝爾傑                           |
| 路易·卡黑       | 賈克·德巴雪 (Jacques de Bascher) |
| 蕾雅·瑟杜       | 露露·德·拉法萊絲                 |
| 阿蜜拉·卡薩     | Anne-Marie Munoz                 |
| 艾美蓮·華莉特   | 貝蒂·卡圖                        |

## 制作
2013年9月30日开拍，主要取景地位于巴黎。